# Epimecia lurida
Epimecia lurida är en fjärilsart som beskrevs av Treitschke 1835. Epimecia lurida ingår i släktet Epimecia och familjen nattflyn. Inga underarter finns listade i Catalogue of Life.